# Ulvsby
Ulvsby (gammal stavning: Ulfsby; finska: Ulvila) är en stad i landskapet Satakunta i Finland. Ulvsby stads folkmängd uppgår till 12 669 invånare, och den totala arealen utgörs av 422,51 km². Staden är belägen vid utloppet av Kumo älv. Ulvsby stad gränsar till Björneborgs stad, Sastamala stad, Kumo stad, Harjavalta stad och Nakkila kommun.
Ulvsby stad ingår i Björneborgs ekonomiska region.
Ulvsby stads språkliga status är enspråkigt finsk.

## Historia
Ulvsby grundades ursprungligen 1365, enligt privilegiebrev av Albrekt av Mecklenburg. Den var då Finlands nordligaste stad, och hade hela Österbotten som uppland. Staden hade dock inte stapelrättigheter; handel fick tillsvidare bara föras med Stockholm och Åbo och stadens utveckling kom trögt igång. På 1400-talet hade den börjat få upp farten, men 1550 beordrade Gustav Vasa stadens borgare att flytta till det nygrundade Helsingfors för att trygga den nya stadens utveckling. Då de efter några år fick flytta tillbaka, hade landhöjningen gjort hamnen för grund, och hertig Johan hade 1558 låtit grunda Björneborg ett stycke närmare Bottenhavet. Ulvsby tog sig aldrig på fötter på nytt, och fråntogs stadsrättigheterna efter en tid.
Som landskommun var bygden förhållandevis välmående, delvis som uppland för det snabbt växande Björneborg, som på 1700-talet fick stapelrättigheter. Jordbruket utökades genom torrläggning av Sammaljärv på 1810-talet. Det officiella svenska namnet ändrades 9 juni 1965 från Ulfsby till Ulvsby. Efter några kommunsammanslagningar på 1900-talet blev Ulvsby åter stad 1 januari 2000 och har det senaste decenniet haft ganska oförändrat invånarantal (frånsett då den 2005 sammanslogs med Kulla).

## Ulvsby församling
Ulvsby omnämns år 1355 eller 1311 som en församling under Kumo moderförsamling. Sastmola avskildes till egen kyrksocken 1639. Vittisbofjärd grundades som en kapellförsamling under Ulvsby år 1691, och överflyttades tillsammans med Påmark kapellförsamling år 1861 till Norrmark pastorat. Nakkila (föråldrat svenskt namn: Nackeby) grundades som böneförsamling under Ulvsby 1763, uppgraderas året därpå till kapellförsamling och blev eget pastorat 1861. Kulla blev kapellförsamling under Ulvsby 1766, och avskildes 1901- 1920. Björneborg avskildes till eget pastorat år 1919.
Byar som har tillhört Ulvsby församling i äldre tider:  Friby* (fi. Friitala), Haistila, Härpö* (fi. Harjunpää), Karlsmark (fi. Kaasmarkku), Lattomeri, Rantala, Ragvaldsby (fi. Ravaninkylä), Svartsmark (fi. Suosmeri) och  Gammelby* (fi. Vanhakylä). Storgård (fi. Isokartano) är en egendom i  Ulvsby.  Sedermera har Ulvsby stad utökats med ett antal byar, bland vilka kan nämnas: Palus, Sonnäs (fi. Sunniemi), Kangas, Koski och Leineberg (fi. Leineperi) (Obs! De svenska ortnamnen som är markerade med asterisktecknet räknas numera som föråldrade, och bör endast användas i historiska sammanhang).

## Politik

### Mandatfördelning i Ulvsby stad, valen 1976–2021
| 9 | 11 | 5 |  |  | 8 |

| 8 | 11 | 4 | 2 |  | 9 |

| 7 | 10 | 2 |  | 6 |  | 8 |

| 6 | 12 |  | 5 |  |  | 9 |

| 6 | 13 | 2 | 4 | 2 | 8 |

| 6 | 12 | 2 | 5 |  | 9 |

| 6 | 12 | 2 | 5 | 2 | 8 |

| 6 | 12 | 8 |  | 8 |

| 25 | 10 |

| 4 | 12 | 2 |  | 6 |  | 9 |

| 24 | 11 |

| 4 | 11 |  | 4 | 5 |  | 9 |

| 22 | 13 |

| 3 | 9 |  | 2 | 5 |  | 6 |

| 19 | 8 |

| 2 | 8 | 4 | 5 |  | 7 |

| 18 | 9 |

### Vänorter
Ulvsby stad har följande tre vänorter: 
- Ljusdal, Sverige.
- Lihula, Estland.
- Suure-Jaani, Estland.

## Näringsliv
I staden finns diverse småindustrier, såsom elektronikföretag, och ett läderföretag,  Oy Friitala Ab, som i tiden sysselsatte 1 500 personer, men numera bara något tjugotal. Kopparindustri finns också på orten.

## Demografi

### Befolkningsutveckling
| Befolkningsutvecklingen i Ulvsby stad 1975–2020                                                              | Befolkningsutvecklingen i Ulvsby stad 1975–2020 | Befolkningsutvecklingen i Ulvsby stad 1975–2020 | Befolkningsutvecklingen i Ulvsby stad 1975–2020 | Befolkningsutvecklingen i Ulvsby stad 1975–2020 |
| --- | ----------------------------------------------- | ----------------------------------------------- | ----------------------------------------------- | ----------------------------------------------- |
| |                                                 |                                                 |                                                 |                                                 |
| År |                                                 |                                                 | Folkmängd                                       |                                                 |
| 1975 | 1975                                            |                                                 | 11 394                                          |                                                 |
| 1980 | 1980                                            |                                                 | 12 809                                          |                                                 |
| 1985 | 1985                                            |                                                 | 13 960                                          |                                                 |
| 1990 | 1990                                            |                                                 | 14 317                                          |                                                 |
| 1995 | 1995                                            |                                                 | 14 490                                          |                                                 |
| 2000 | 2000                                            |                                                 | 14 118                                          |                                                 |
| 2005 | 2005                                            |                                                 | 13 803                                          |                                                 |
| 2010 | 2010                                            |                                                 | 13 606                                          |                                                 |
| 2015 | 2015                                            |                                                 | 13 352                                          |                                                 |
| 2020 | 2020                                            |                                                 | 12 735                                          |                                                 |
| Anm: Uppgifterna avser förhållandena den 31 december nämnda år enligt områdesindelningen den 1 januari 2022. |                                                 |                                                 |                                                 |                                                 |

## Kultur

### Sevärdheter

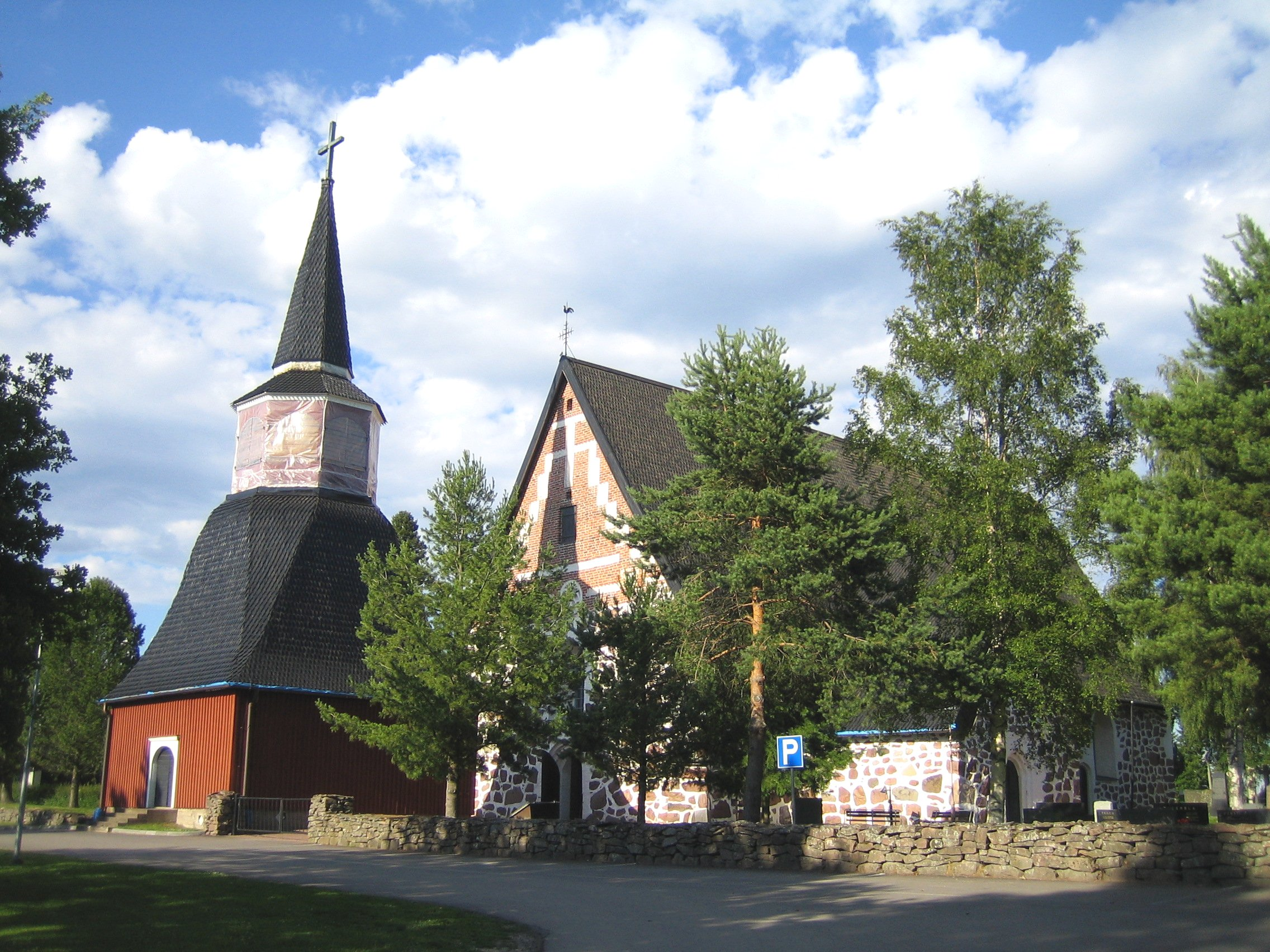
Ulvsby medeltida kyrka

Ulvsby medeltida stenkyrka, Sankt Olofs kyrka, torde ha börjat byggas 1332, då biskop Benedictus av Åbo beordrade byggandet. Dendrokronologisk datering av trävirket i valven skulle ge avverkningstid omkring 1480-1490, men man vet att kyrkan skadades i en eldsvåda 1429, så det förefaller troligt att det färskare virket tillkom efter det. Vid restaureringen 2005 hittades en silverskatt på över 1400 mynt i norra änden av kyrkan vid sakristian invid väggen (den största medeltida nedgrävda skatt som någonsin hittats i Finland). Mynten var till största delen från 1390-talet, och hittades delvis ovanpå delar av stenfoten, så åtminstone stenfoten anses vara lagd på 1300-talet. Kyrkan är i dag i gott skick då den genom seklerna har blivit väl omskött, och även uppbyggd efter eldsvådorna. I kyrkan finns några föremål från 1400-talet; ett krucifix från 1430 och från samma tid en skulptur föreställande St Olov och en St Anna, samt en nattvardskalk, som fortfarande är i användning.